# Culex restuans
Culex restuans är en tvåvingeart som beskrevs av Theobald 1901. Culex restuans ingår i släktet Culex och familjen stickmyggor. Inga underarter finns listade i Catalogue of Life.